# Hjalmar Suber
Hjalmar Johan Suber, född den 2 augusti 1858 i Ingatorps socken, Jönköpings län, död den 5 april 1926 i Linköping, var en svensk läkare. Han var far till Margareta Suber.
Suber blev student vid Uppsala universitet 1876. Han avlade medicine kandidatexamen vid Karolinska institutet i Stockholm 1883 och medicine licentiatexamen där 1889. Suber var praktiserande läkare i Linköping från sistnämnda år, andre bataljonsläkare i Fältläkarkårens reserv 1890 och läkare vid Stratomta lungsotssanatorium från 1907. Han var biträdande provinsialläkare i Linköpings distrikt 1890–1911, tillförordnad provinsialläkare i nämnda distrikt 1912 och ordinarie från 1913. Suber blev riddare av Nordstjärneorden 1923. Han vilar på Gamla griftegården i Linköping.